# Эгль

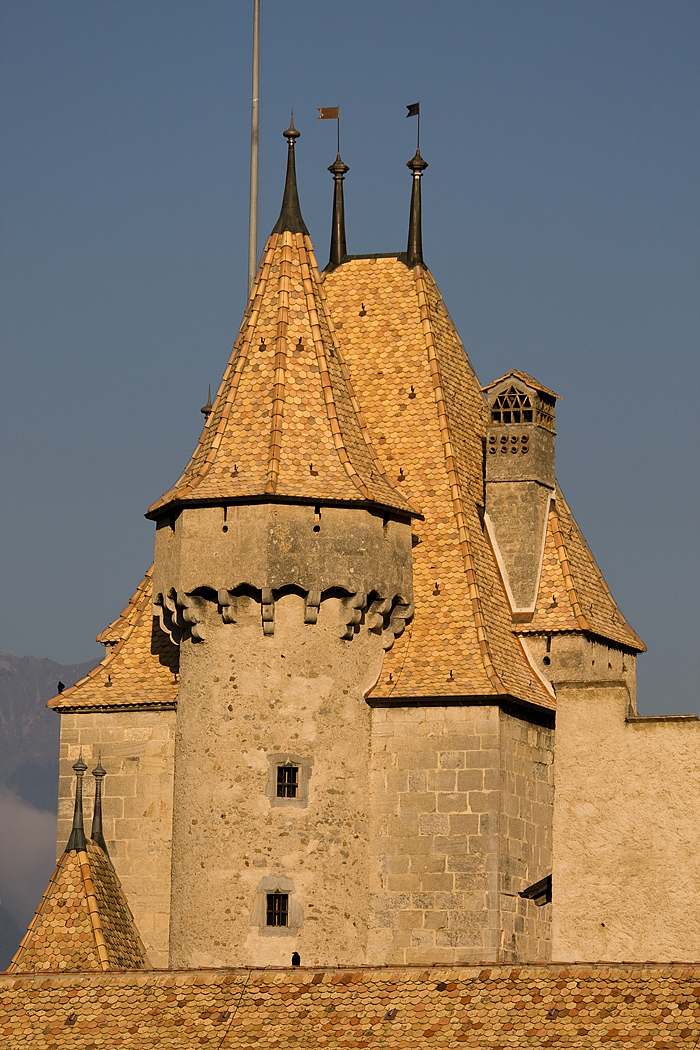
Замок Эгль

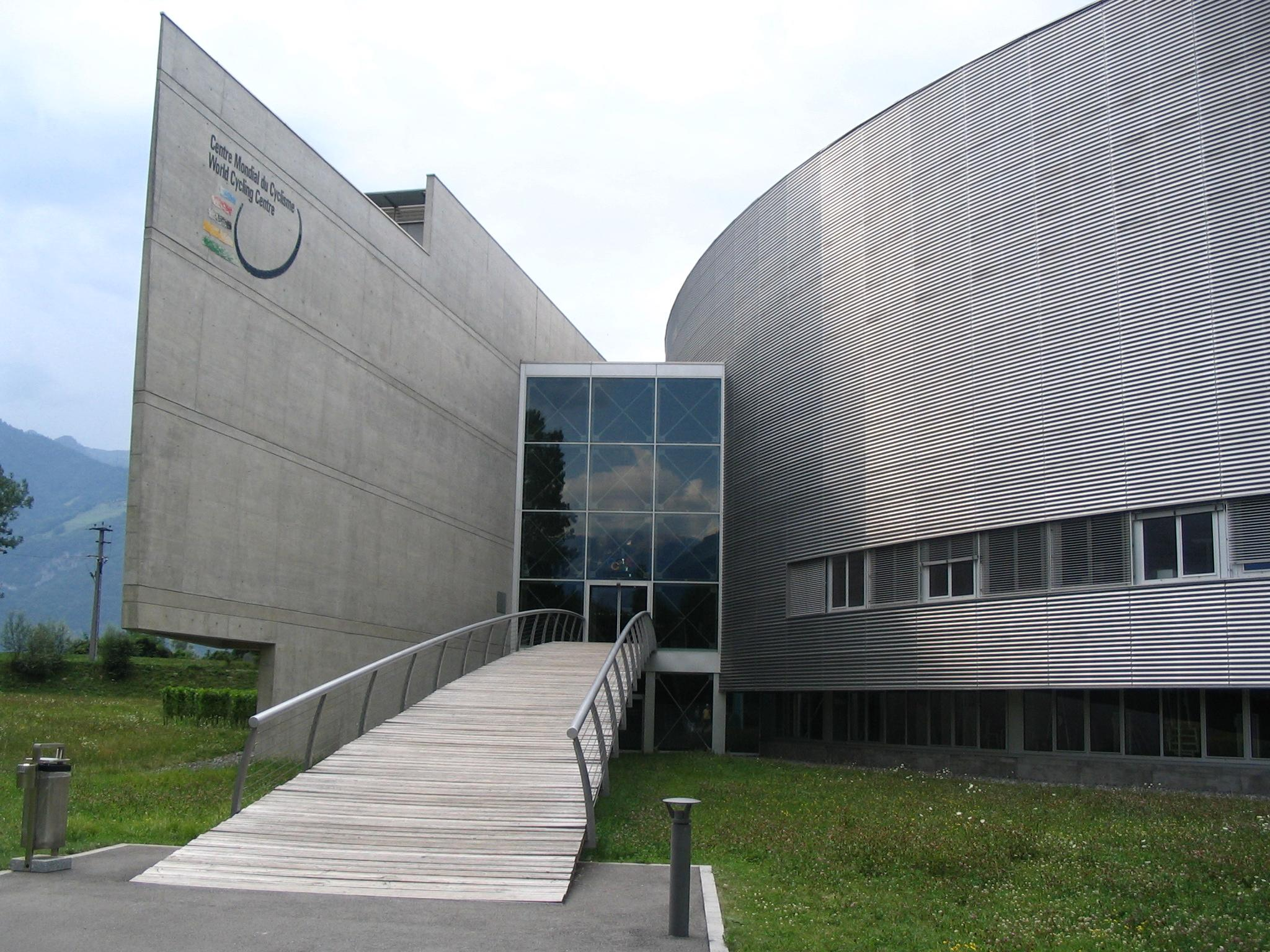
Здание Международного союза велосипедистов (UIC)

Эгль (фр. Aigle, нем. Älen) — город в Швейцарии, административный центр округа Эгль в кантоне Во.

## География
Город и община Эгль находятся на территории округа Эгль, что лежит на востоке кантона Во, в юго-западной части Швейцарии, в 13 километрах к юго-востоку от Монтрё. Эгль расположен на восточной границе долины Роны. Площадь общины — 16,4 км² — охватывает часть нижнего района долины Роны и часть прилегающих Альп. Наивысшая точка округа достигает 1060 метров. 24 % его общей площади приходится на поселения, 38 % — на лесные массивы, и 35 % — используется в сельском хозяйстве.

## Население
Население города и округа Эгль составляет 8.757 человек, из них в городе Эгль проживает 5.401 человек. 80 % населения — франкошвейцарцы, 3,5 % — португальцы и ещё 3,5 % — албанцы.

## История
Район Эгля был заселён ещё в период бронзового века. От времён владычества Древнего Рима здесь сохранились руины виллы, украшенной античными мозаиками; от раннего Средневековья — сеть захоронений. В 1076 году император Священной Римской империи Генрих IV передал район Эгля Савойскому дому. Эгль впервые письменно упоминается как Aleo в 1152 году. С конца XI века известен дворянский род Д’Эгль (d’Aigle), построивший здесь замок. В XIII веке права на Эгль переходят к синьорам де Сильон. В 1231 году граф Савойский Томас I жалует Эглю право проведения торговых ярмарок, в 1314 году он получает от графа Савойского Амадея V городское право. В Средневековье Эгль известен как богатый торговый центр на пути из Италии во Францию. В 1475 году Эгль был захвачен войсками Берна, замок синьоров де Сильон был взят штурмом и сожжён. В 1528 году в этой общине была проведена Реформация. С 1798 по 1803 год Эгль входил в состав кантона Леман, затем преобразованного в кантон Во. В 1798 же году он становится центром округа Эгль. Берн же ещё в 1814 году предъявлял на Венском конгрессе претензии на Эгль, однако безуспешно.
В Эгле находится резиденция Международного союза велосипедистов (World Cycling Centre (UCI)).

## Достопримечательности
Основной достопримечательностью города является Замок Эгль XV века, где в настоящее время расположен музей виноделия. Замок включён в список объектов национального исторического наследия Швейцарии.

## Города-партнёры
- Л'Эгль, Франция — 1964
- Бассерсдорф, Швейцария — 1969
- Тюбинген, Германия — 1973